# Paratomoxioda evanescens
Paratomoxioda evanescens là một loài bọ cánh cứng trong họ Mordellidae. Loài này được Norman miêu tả khoa học năm 1949.